# Boomerang (boisson)
Pour les articles homonymes, voir Boomerang (homonymie).
Boomerang est une boisson alcoolisée à base de malt aromatisée au citron lancée en 1998 par le brasseur Labatt.

## Historique
Lancée en 1998 au Canada par le brasseur Labatt qui s'inspire de la Two Dogs (en) australienne, la boomerang marque l'émergence des boissons sucrées alcoolisées dans ce pays. Après un bon démarrage, la boisson voit ses ventes chuter, de 10% en 2000 puis de 35% en 2001 malgré la création de déclinaisons dans plusieurs saveurs différentes. En 2003 le producteur décide de recentrer la gamme sur la saveur citron et d'y ajouter une seule déclinaison, la vodkice. Ce changement accompagné d'une forte campagne de publicité relance les ventes de 65%.
Au mois de mai 2003, Interbrew lance la commercialisation de la boisson en France avec pour objectif d'écouler 4 millions de bouteilles d'ici à la fin de l'année. En 2004, le magazine Rayon boissons la classe parmi le top des boissons de l'année témoignant ainsi de son succès. Ce succès conduit le brasseur à tripler le volume de production dès 2004. Cette année là, boomerang est la 10ème marque la plus vendue dans le pays.
Mais le 8 avril 2004, l'extension de la taxe sur les boissons prémix à ces boissons sucrées renchérit fortement le coût du produit et conduira à sa disparition.

## Présentation
La boisson titre à 6,1° d'alcool.
En France, la boisson est conditionnée en pack de 4 bouteilles de 25 centilitres « vert granny », vendues 3€64 en 2004. Cette même année, la boisson est déclinée au format 75cl.